# Pablo y el judaísmo

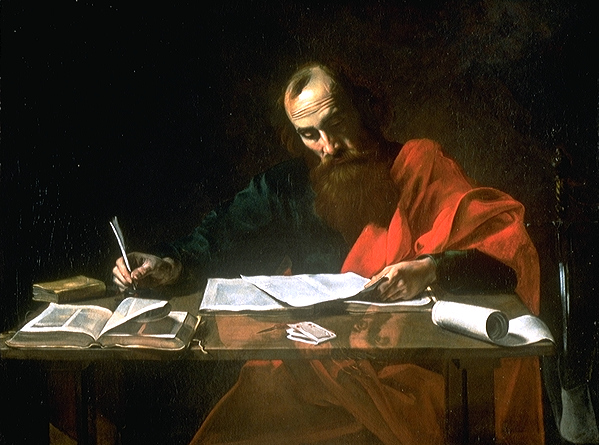
Representación artística de San Pablo escribiendo su Epístolas, siglo XVI (colección de la Fundación Blaffer, Houston, Texas). La mayoría de los estudiosos creen que Pablo realmente dictaba sus cartas a un secretario, como el llamado Tercio, nombrado en.

La relación entre el apóstol Pablo y el judaísmo del Segundo Templo continúa siendo objeto de mucha investigación académica, ya que se piensa que Pablo tuvo un papel importante en la relación entre el cristianismo y el judaísmo en su conjunto. La influencia de Pablo en el pensamiento cristiano se dice que es más importante que la de cualquier otro autor del Nuevo Testamento.
Algunos estudiosos ven a Pablo (o Saulo) como completamente en línea con el judaísmo del siglo I (un «fariseo» y alumno de Gamaliel o formando parte del judaísmo helenístico), otros lo ven como oposición a este (como los pasajes paulinos que apoyan el antinomismo y el marcionismo), mientras que la mayoría lo ven como en algún punto entre estos dos extremos, opuesto a las «Leyes rituales» (véase por ejemplo la controversia de la circuncisión en el cristianismo primitivo), pero totalmente de acuerdo en «Ley divina». Estos puntos de vista de Pablo están en paralelo por las opiniones cristianas del Antiguo Pacto.

## El trasfondo judío

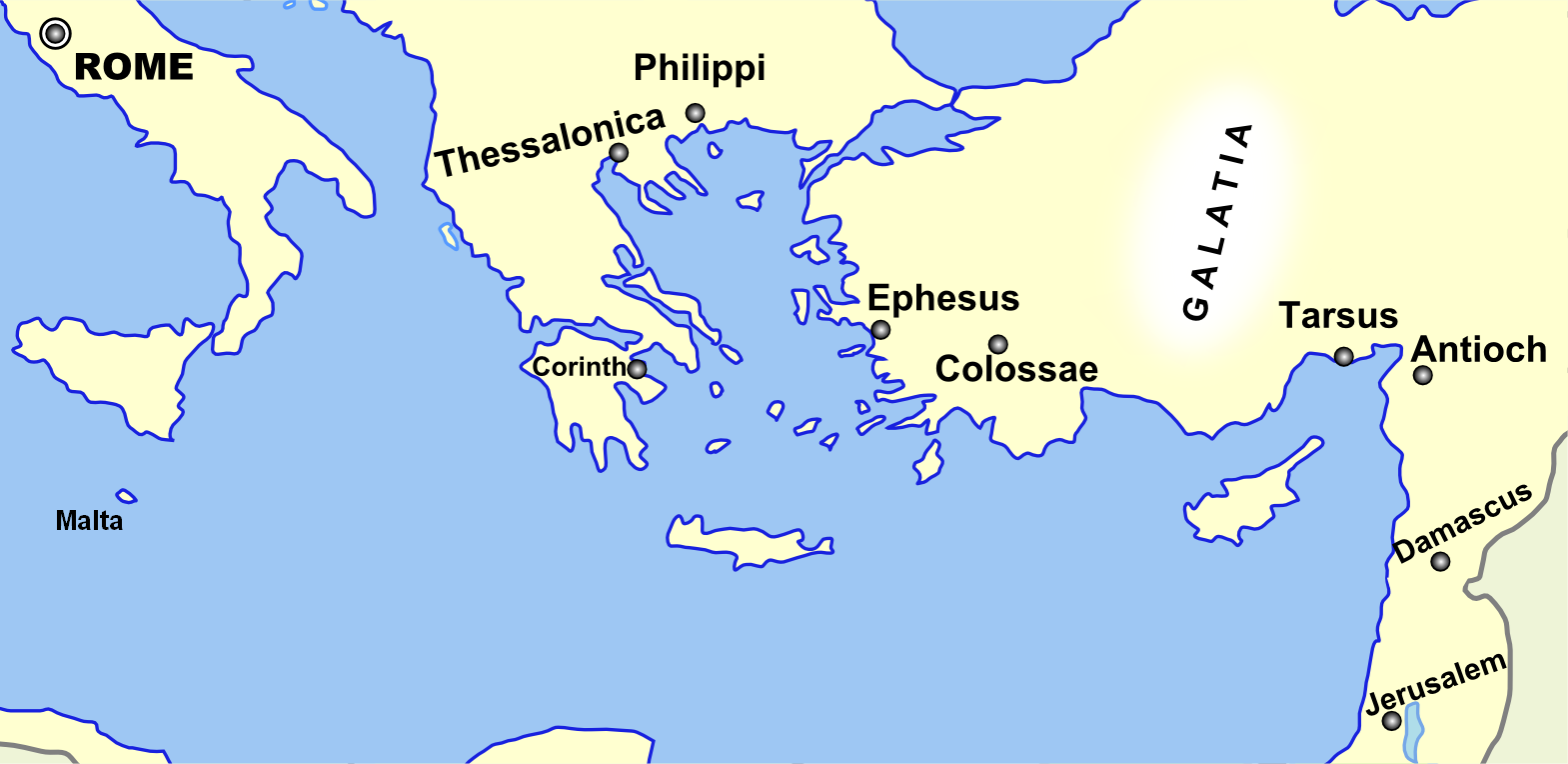
La geografía de la cuenca del Mediterráneo relevante para la vida de Pablo en el siglo I, que se extiende desde Jerusalén en la parte inferior derecha hasta Roma en la parte superior izquierda.

El libro de los Hechos contiene un relato de los viajes de Pablo y sus actos, sus conflictos con los griegos y los judíos durante la dinastía Julio-Claudia, y sus interacciones con los apóstoles originales. El valor de la información histórica en Hechos es, sin embargo, cuestionada por algunos. Ellos creen que fue escrito desde la perspectiva de la reconciliación entre el cristianismo paulino y sus oponentes, por lo que retrata a Pablo como un judío respetuoso de la ley y omite su disputa con Pedro, mencionando solo brevemente su ruptura con Bernabé (Hechos 15:36-41). Ireneo en el siglo II es el primero en ser registrado como citando los Hechos, utilizándolo contra Marción, quien rechazó la Biblia hebrea.

## El trasfondo griego

Mapa del imperio de Alejandro, c. 334-323 a. C., que se extendía al este y al sur de Macedonia.

El judaísmo helenístico fue un movimiento que existió en la diáspora judía y en Tierra Santa, que trató de establecer una tradición religiosa hebrea–judía dentro de la cultura y el idioma del helenismo. El producto literario más importante del contacto de la cultura helenística y el judaísmo es la Septuaginta (iniciada en el siglo III a. C.). Los autores principales fueron Filón de Alejandría (fallecido c. 50), Josefo (fallecido c. 100), y algunos afirman que también Pablo. La decadencia del judaísmo helenístico comenzó en el siglo II, y sus causas no están completamente entendidas. Puede ser que quedó marginado por, fue absorbido por, o se convirtió en el núcleo de habla koiné del cristianismo temprano centrado en Antioquía y su tradición universalista.
Recientemente, el estudioso del Talmud Daniel Boyarin ha argumentado que la teología de Pablo sobre el espíritu está más profundamente enraizada en el judaísmo helenístico de lo que generalmente se cree. En su obra A Radical Jew (Un Judío Radical), Boyarin argumenta que Pablo combinó la vida de Jesús con la filosofía griega para reinterpretar la Biblia hebrea en términos de la oposición platónica entre lo ideal (que es real) y lo material (que es falso).

## La persecución de Pablo a los cristianos como un judío
Antes de su creencia en Jesús como el Mesías de Israel, Pablo era un fariseo que «perseguía violentamente» a los seguidores de Jesús. Pablo afirma:
Porque ya habéis oído acerca de mi conducta en otro tiempo en el judaísmo, que perseguía sobremanera a la iglesia de Dios, y la asolaba; y en el judaísmo aventajaba a muchos de mis contemporáneos en mi nación, siendo mucho más celoso de las tradiciones de mis padres.
—Pablo de Tarso, Epístola a los Gálatas 1:13-14
Pablo también habla de su vida antes de la conversión en su carta a los Filipenses:
Aunque yo tengo también de qué confiar en la carne. Si alguno piensa que tiene de qué confiar en la carne, yo más: circuncidado al octavo día, del linaje de Israel, de la tribu de Benjamín, hebreo de hebreos; en cuanto a la ley, fariseo; en cuanto a celo, perseguidor de la iglesia; en cuanto a la justicia que es en la ley, irreprensible.
—Pablo de Tarso, Epístola a los Filipenses 3:4-6

## Columnas de la Iglesia

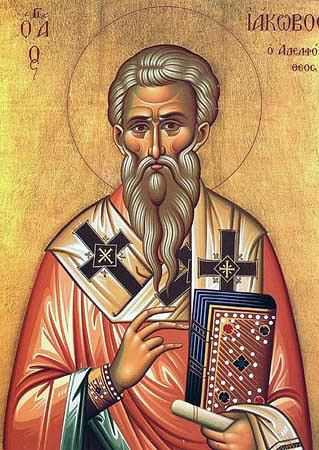
Jacobo el Justo, columna de la Iglesia, primer líder de los cristianos y obispo de Jerusalén.

Pablo hace explícito en Gálatas 1:7 que él no discutió con las «Columnas de la Iglesia» después de haber recibido su revelación de ser apóstol (Gálatas 1:15-16), que vio a nadie más que a Cefas (Pedro) y Jacobo, cuando estaba en Jerusalén tres años después de la revelación (Gálatas 1:18-24) e implica que no explicó su evangelio a ellos hasta 14 años después (Gálatas 2:1-2) en un viaje posterior a Jerusalén.
Desde F.C. Baur, los estudiosos han encontrado evidencia de conflicto entre los líderes del cristianismo primitivo, por ejemplo James D.G. Dunn propone que Pedro era un «hombre–puente» entre los puntos de vista opuestos de Pablo y Jacobo el Justo.
Pedro fue probablemente, de hecho y por efecto, el hombre–puente (¡pontifex maximus!) quien hizo más que cualquier otro para mantener unida la diversidad del cristianismo del siglo I. Jacobo el hermano de Jesús y Pablo, las otras dos principales figuras más prominentes en el cristianismo del siglo I, estaban demasiado identificados con sus respectivas «marcas» del cristianismo, al menos a los ojos de los cristianos en los extremos opuestos del espectro particular. Pero Pedro, como se muestra en particular en el episodio de Antioquía en Gálatas 2, tenía tanto el cuidado de mantener firme su herencia judía, que a Pablo le faltaba, y una apertura a las exigencias de desarrollo de la cristiandad, que a Jacobo le faltaba. Juan podría haber servido como una figura central que mantuviera unidos los extremos tales, pero si los escritos relacionados con su nombre son totalmente indicativos de su propia postura, él era demasiado individualista para proporcionar un punto de encuentro tal. Otros podrían vincular la nueva religión en desarrollo con más firmeza a sus acontecimientos fundadores y al mismo Jesús. Pero ninguno de ellos, incluyendo el resto de los Doce, parecen haber desempeñado ningún papel de importancia continua durante toda la difusión del cristianismo, aunque Santiago el hermano de Juan podría haber resultado una excepción si se hubiera salvado [de la persecución de Agripa I]. [Cursivas originales]
Dunn, James D.G. (2002) en McDonald & Sanders (eds.). The Canon Debate. cap. 32. p. 577.

## Proselitismo entre los judíos
Según Hechos, Pablo comenzó a trabajar a lo largo de la línea judía tradicional de proselitismo en las diversas sinagogas donde se reunían los prosélitos de la puerta (un término bíblico, por ejemplo, ver Éxodo 20:10) y los judíos; y solo porque él no pudo ganar a los judíos a sus puntos de vista, encontrando fuerte oposición y persecución por parte de ellos, no pudo convertir al mundo gentil hasta después de haberse puesto de acuerdo en una convención con los apóstoles en Jerusalén para admitir a los gentiles en la Iglesia solo como prosélitos de la puerta, es decir, después de su aceptación de las leyes de Noé (Hechos 15:1-31).
En Gálatas 1:17-18, Pablo declara que, inmediatamente después de su conversión, se fue a Arabia y de nuevo regresó a Damasco. «Después, pasados tres años, subí a Jerusalén para ver a Pedro». En Hechos, no se hace mención del viaje de Pablo a Arabia; y el viaje a Jerusalén se coloca inmediatamente después de la notificación de la predicación de Pablo en las sinagogas. Hilgenfeld, Wendt, Weizäcker, Weiss y otros alegan aquí una contradicción entre el autor de los Hechos y Pablo.
R. Emden, en una apología notable del cristianismo que figura en el apéndice de Seder Olam, da su opinión de que la intención original de Jesús, y en especial de Pablo, era convertir solo a los gentiles a las siete leyes morales de Noé y dejar que los judíos siguieran la ley mosaica, lo que explica las aparentes contradicciones en el Nuevo Testamento respecto a las leyes de Moisés y el sábado.

## Controversia de la circuncisión

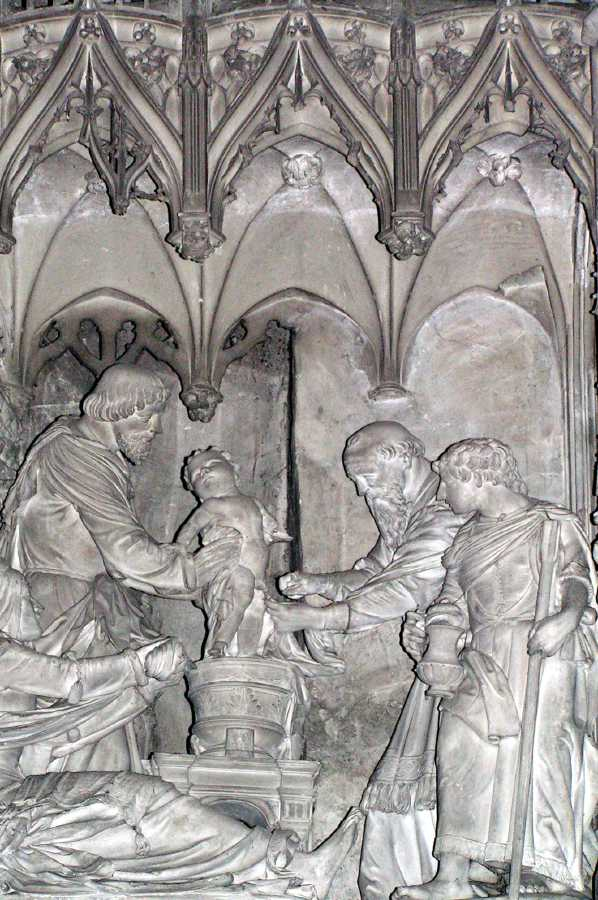
Circuncisión de Jesús, escultura en la Catedral de Chartres.

Pablo, que se hacía llamar Apóstol de los gentiles, a veces atacó la práctica de la circuncisión masculina religiosa, tal vez como una entrada en el Nuevo Pacto de Jesús. En el caso de Timoteo, cuya madre era judía cristiana pero de padre griego, él, personalmente, le circuncidó «a causa de los judíos» que estaban en la ciudad (Hechos 16:1-3). Algunos creen que parecía alabar su valor en Romanos 3:1-2, sin embargo, más adelante en Romanos 2 vemos su punto. En 1 Corintios 9:20-23, también cuestiona el valor de la circuncisión.
Pablo mostró su caso a los cristianos de Roma (Romanos 2:25-29) que la circuncisión ya no se entendía en lo físico, sino como una práctica espiritual. Y en ese sentido, él escribió: «¿Fue llamado alguno ya circuncidado? No se haga incircunciso» (1 Corintios 7:18), probablemente una referencia a la práctica de epispasm. Pablo fue circuncidado cuando fue «llamado». Y agregó: «¿Fue llamado alguno siendo incircunciso? No se circuncide», y llegó a argumentar que la circuncisión no importaba: «La circuncisión nada es, y la incircuncisión nada es, sino el guardar los mandamientos de Dios» (1 Corintios 7:19). Más tarde Pablo denunció más explícitamente la práctica, rechazando y condenando a los que promovían la circuncisión de los gentiles convertidos. Pablo advirtió que los defensores de la circuncisión eran «falsos hermanos» (Gálatas 2:4). Acusó a los gálatas conversos que abogaban por la circuncisión de transformar desde el Espíritu a la carne: «¿Tan necios sois? ¿Habiendo comenzado por el Espíritu, ahora vais a acabar por la carne?» (Gálatas 3:3). Acusó a los defensores de la circuncisión de querer hacer un buen papel en la carne (Gálatas 6:12) y de gloriarse o jactarse de la carne (Gálatas 3:3). Algunos creen que Pablo escribió toda la Epístola a los Gálatas atacando la circuncisión, diciendo en el capítulo 5: «si os circuncidáis, de nada os aprovechará Cristo» (Gálatas 5:2). 
Su actitud hacia la circuncisión varía entre su hostilidad a lo que denomina «mutilación» en Filipenses 3:2-3 a la alabanza en Romanos 3:1-2 y su voluntad de que se circuncidó a Timoteo, registrado en Hechos 16:1-3. Sin embargo, estas aparentes discrepancias han dado lugar a un cierto grado de escepticismo acerca de la fiabilidad de los Hechos. Baur, Schwanbeck, De Wette, Davidson, Mayerhoff, Schleiermacher, Bleek, Krenkel, y otros se han opuesto a la autenticidad de los Hechos. Una objeción se extrae de la discrepancia entre Hechos 9:19-28 y Gálatas 1:17-19.
La división entre los que siguieron la ley mosaica y fueron circuncidados y los que no fueron circuncidados se puso de relieve en su Epístola a los Gálatas:
Antes por el contrario, como vieron que me había sido encomendado el evangelio de la incircuncisión, como a Pedro el de la circuncisión (pues el que actuó en Pedro para el apostolado de la circuncisión, actuó también en mí para con los gentiles), y reconociendo la gracia que me había sido dada, Jacobo, Cefas y Juan, que eran considerados como columnas, nos dieron a mí y a Bernabé la diestra en señal de compañerismo, para que nosotros fuésemos a los gentiles, y ellos a la circuncisión.
–Pablo de Tarso, Epístola a los Gálatas 2:7-9.

## Puntos de vista de los judaizantes
Pablo fue crítico de los «judaizantes» dentro de la Iglesia. Este conflicto entre Pablo y sus oponentes puede haber sido la razón para el Concilio de Jerusalén (Hechos 15:1-35). Aquí Jacobo, Pablo, y los otros líderes del movimiento cristiano temprano acordaron que los gentiles conversos solo tenía que seguir las «tres excepcionales» (contados por algunos como cuatro) leyes (Hechos 15:20,29) que coinciden más o menos con las Siete Leyes de Noé que, según el judaísmo, Dios estableció para toda la humanidad (Génesis 9:1-17). Este Decreto Apostólico, todavía observado por la Iglesia Ortodoxa, es similar al adoptado por el judaísmo rabínico, que enseña que los gentiles solo necesitan seguir las Leyes de Noaj para tener la seguridad de un lugar en el Mundo Venidero.

## Concilio de Jerusalén
Pablo parece haber negado «estar atado a los patrones particulares de comportamiento y la práctica», (1 Corintios 9:20-23). Él no se involucra en una disputa con los Corintios que aparentemente sienten total libertad para comer lo sacrificado a los ídolos; no apela, ni siquiera menciona, el concilio de Jerusalén. Más bien intenta persuadirlos apelando a los cuidados que deben tener para otros creyentes que podrían no sentirse tan libres. Pablo mismo describió varias reuniones con los apóstoles en Jerusalén, aunque es difícil de conciliar cualquiera de ellas plenamente con el relato de los Hechos. Pablo afirma que «subí otra vez a Jerusalén» (es decir, no es la primera vez) con Bernabé y Tito «según [o sea, en respuesta] una revelación», con el fin de exponer «el evangelio que predico entre los gentiles» (Gálatas 2:2), siendo ellos de acuerdo con Pablo «los que tenían reputación de ser algo» (Gálatas 2:6): Jacobo, Cefas y Juan. Él lo describe como una «reunión privada» (no es un consejo público) y señala que Tito, que era griego, no fue presionado para ser circuncidado (Gálatas 2:3). No obstante, él también se refiere a «falsos hermanos introducidos a escondidas, que entraban para espiar nuestra libertad que tenemos en Cristo Jesús, para reducirnos a esclavitud» (Gálatas 2:4).
Pablo afirma las «columnas» de la Iglesia no tenían diferencias con él (Gálatas 2:9). Por el contrario, le dieron la «la diestra en señal de compañerismo», él dirigía la misión de «la incircuncisión» y ello, la de «la circuncisión», pidiendo solo que recordara a los «pobres» (Gálatas 2:5). Si esta fue la misma sesión que la descrita en Hechos no está acordado universalmente.
De acuerdo con un artículo en la Enciclopedia Judía, ante el enorme éxito la misión de Bernabé y Pablo en el mundo pagano, las autoridades de Jerusalén insistieron en la circuncisión como condición de admisión de miembros en la iglesia, hasta que, por iniciativa de Pedro y de Jacobo, el jefe de la iglesia de Jerusalén, se acordó que la aceptación de las Leyes de Noé (a saber, en relación con la evitación de la idolatría, la fornicación, y el consumo de carne de corte de un animal vivo) debe exigirse de los paganos deseosos de entrar en la Iglesia.

## Incidente de Antioquía

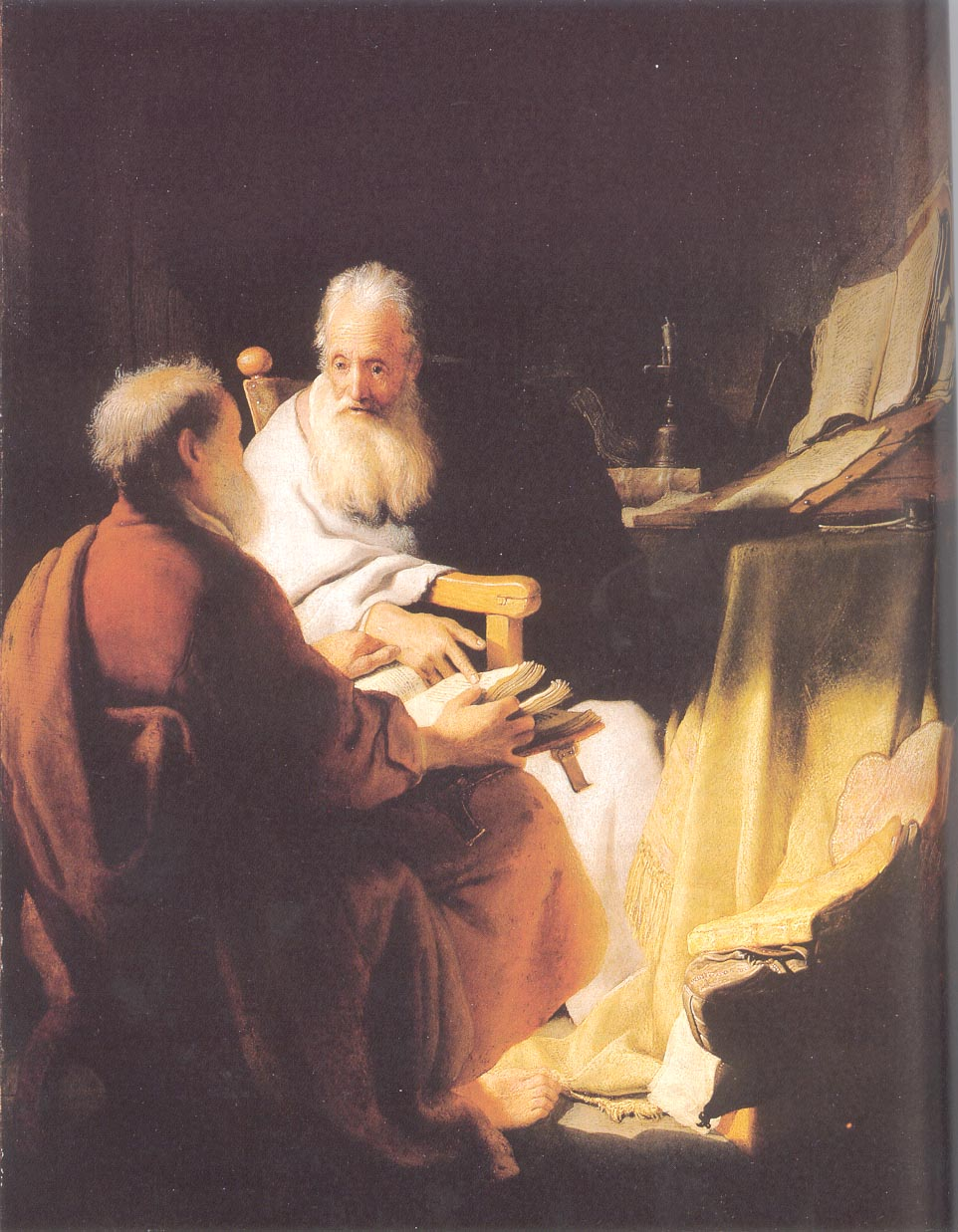
Rembrandt, Dos viejos contendientes, 1628. Esta pintura, se ha pensado, representa a Pedro y Pablo.

A pesar del acuerdo alcanzado, presumiblemente en el Concilio de Jerusalén (según se entiende por Pablo), Pablo relata cómo se enfrentó más tarde públicamente a Pedro, también llamado «Incidente en Antioquía», debido a la renuencia de Pedro a compartir una comida con los cristianos gentiles en Antioquía.
Escribiendo después del incidente, Pablo relata: «Pero cuando Pedro vino a Antioquía, le resistí cara a cara, porque era de condenar». Pablo informa que le dijo a Pedro: «Si tú, siendo judío, vives como los gentiles y no como judío, ¿por qué obligas a los gentiles a judaizar?» (Gálatas 2:11-14). Pablo también menciona que hasta el mismo Bernabé (apóstol y su compañero de viaje hasta ese momento) se puso del lado de Pedro.
El resultado final del incidente sigue siendo incierto. La Catholic Encyclopedia afirma: «El relato de San Pablo del incidente no deja ninguna duda de que San Pedro vio la justicia de la reprensión». En contraste, L. Michael White en su De Jesús al cristianismo [From Jesus to Christianity] afirma que «la discusión con Pedro fue un fracaso total de bravata política y Pablo pronto dejó Antioquía como persona non grata, nunca más regresó».
La fuente primaria para el Incidente en Antioquía es la epístola de Pablo a los Gálatas (Gálatas 2:11-14).

## Separación con el judaísmo
Antes de la conversión de Pablo, el cristianismo era parte del judaísmo del Segundo Templo, en otras palabras, una secta judía de la época, el llamado cristianismo judío, y por lo tanto, desde una perspectiva moderna, se esperaba que los gentiles que deseaban unirse plenamente el movimiento debían convertirse al judaísmo, lo que probablemente significaba sumisión a la circuncisión masculina adulta de los incircuncisos, a raíz de las restricciones alimentarias de kashrut y más (ver 613 mitzvot para más detalles).
Durante el período de tiempo, también existieron «convertidos parciales», como prosélitos de la puerta y temerosos de Dios. Pablo insistió en que la fe en Cristo era suficiente para la salvación y que la Torá no vinculaba a los gentiles, visión que más tarde también sería apoyada por la mayoría de los judíos. El éxito de los esfuerzos de Pablo como «Apóstol de los gentiles» aceleró la ruptura entre el cristianismo y el judaísmo dominante. Sin la campaña de Pablo contra los legalistas que se le oponían, el cristianismo pudiera haberse mantenido una secta disidente dentro del judaísmo.
La teología de Pablo del evangelio aceleró la separación de la secta mesiánica de los cristianos desde el judaísmo, un acontecimiento contrario a la propia intención de Pablo. Él escribió que la fe en Cristo era lo único determinante en la salvación para judíos y gentiles por igual, haciendo que el cisma entre los seguidores de Cristo y la corriente principal del judaísmo algo inevitable y permanente. Él argumentó con éxito que los conversos gentiles no necesitaban seguir las costumbres judías, como circuncidarse y las restricciones dietéticas judías, o de otro modo observar la ley mosaica. Sin embargo, en su Epístola a los Romanos insistió en el valor positivo de la Ley en su forma divina. Desde la época de Pablo, el contraste polémico que hizo entre el antiguo y el nuevo camino de la salvación por lo general se ha debilitado, con un énfasis en el desarrollo suave (supersesionismo) en lugar de un marcado contraste (marcionismo).

## La persecución de Pablo por los judíos en Hechos
Varios pasajes en Hechos describen las misiones de Pablo a Asia Menor y los encuentros que tuvo con los judíos de la diáspora y con poblaciones gentiles locales. En Hechos 13-15, los judíos de Antioquía y de Iconio van tan lejos como para seguir a Pablo a otras ciudades y para incitar a la multitud allí a la violencia en su contra. Pablo ya había sido apedreado y dado por muerto una vez (Hechos 14:19). En Filipos, una colonia romana, magistrados romanos golpearon y encarcelaron a Pablo y sus compañeros en nombre de los gentiles (Hechos 16:19-40). Es evidente que en este punto, Pablo y sus compañeros todavía eran considerados judíos por los de Filipos, que levantaron protestas en contra de ellos, a pesar de los intentos de Pablo para adaptar sus enseñanzas a su audiencia (1 Corintios 9:20-23). Más tarde, en las cercanías de Tesalónica, los judíos incitaron de nuevo a las multitudes y enfrentaron a los cristianos contra la autoridad romana (Hechos 17:6-8).

## Cristianismo paulino
El cristianismo paulino es un término utilizado para referirse a una rama del cristianismo temprano asociado con las creencias y doctrinas expuestas por el apóstol Pablo a través de sus escritos. El término generalmente se considera peyorativo por algunos que creen que lleva la implicación de que el cristianismo como se le conoce es una corrupción de las enseñanzas originales de Jesús, al igual que en la doctrina de la Gran Apostasía.

## La Nueva Perspectiva de Pablo
E. P. Sanders en 1977 reformuló el contexto de la teología de Pablo de hacer guardar la ley y las buenas obras como un signo de estar en el Pacto (marcando a los judíos como el pueblo de Dios), en lugar de acciones realizadas con el fin de lograr la salvación (el llamado legalismo), un patrón de la religión que él llamó «pacto legalista». La perspectiva de Sanders es válida; el entendimiento tradicional protestante de la doctrina de la justificación (la «antigua perspectiva») puede haber necesitado repensarse, pues el marco interpretativo de Martín Lutero fue cuestionado.
Las publicaciones de Sanders, como Paul and Palestinian Judaism [Pablo y el judaísmo palestino] en 1977 y Paul, the Law, and the Jewish People [Pablo, la Ley y el pueblo judío] en 1983, ya han sido absorbidas por el profesor James Dunn, quien acuñó la frase «Nueva Perspectiva de Pablo»; y N. T. Wright, obispo anglicano de Durham. Wright, señalando la aparente discrepancia entre Romanos y Gálatas, afirma que el primero es mucho más positivo acerca de la continua relación de pacto entre Dios y su pueblo antiguo que el segundo; sostiene que las obras no son insignificantes (Romanos 2:13) y que Pablo distingue entre las obras que son signos de la identidad étnica y las que son un signo de obediencia a Cristo.
Algunos estudiosos contemporáneos sostienen que la cena del Señor tuvo sus orígenes en un contexto pagano, donde las cenas en memoria de los muertos eran comunes y la prohibición judía contra tomar sangre no prevaleció. Llegan a la conclusión de la «Cena del Señor» que Pablo describe probablemente se originó en las comunidades cristianas que había fundado en Asia Menor y Grecia.
Dentro de las tres últimas décadas, varios teólogos han presentado otras «nuevas perspectivas» en la doctrina de Pablo de la justificación, y aún más específicamente en lo que dice acerca de la justificación por la fe. Según Simon Gathercole, «La justificación por la fe» significa que Dios acepta a los gentiles, además de los judíos, ya que ambos creen en Dios. Pablo escribe en su carta a los Romanos, «Concluimos, pues, que el hombre es justificado por fe sin las obras de la ley. ¿Es Dios solamente Dios de los judíos? ¿No es también Dios de los gentiles? Ciertamente, también de los gentiles. Porque Dios es uno, y él justificará por la fe a los de la circuncisión, y por medio de la fe a los de la incircuncisión» (Romanos 3:28-30). La fe es el componente central de la doctrina de Pablo de la justificación, lo que significa que los gentiles no tienen que convertirse en israelitas cuando se convierten al cristianismo, porque Dios no es solamente el Dios de una nación, sino de los judíos y gentiles por igual.

## Visión mesiánica
Los mesiánicos entienden que el apóstol Pablo (que es denominado a menudo como Sha'ul, su nombre hebreo) se mantuvo un judío fariseo incluso como creyente hasta su muerte. Esto se basa en Hechos 23:6, que detalla los hechos posteriores a la aceptación de Pablo de Jesús como Mesías. «Entonces Pablo, notando que una parte era de saduceos y otra de fariseos, alzó la voz en el concilio: Varones hermanos, yo soy fariseo, hijo de fariseo; acerca de la esperanza y de la resurrección de los muertos se me juzga».
Los mesiánicos citan el corte de pelo de Pablo en Cencrea a causa de un voto que había tomado (Hechos 18:18), las referencias en pasajes sobre su observación de las fiestas judías (Hechos 18:21; Hechos 20:6; Hechos 20:16), las frecuentes malas traducciones de sus escritos en muchas Biblias, y sus buenos términos en consonancia con su maestro rabínico Gamaliel, para mostrar que estaba totalmente en continuo cumplimiento de las leyes y tradiciones del judaísmo. Pablo según Hechos 21:17-29 y Hechos 24:17-18 es registrado como observando las leyes judías de purificación en el Templo de Jerusalén.
Sostienen que Pablo nunca se propuso a polarizar el evangelio entre la fe y las obras de justicia, sino que uno es necesario para mantener lo otro.